# Lippische Rundschau
Die Lippische Rundschau (Abkürzung LR) war eine Tageszeitung für den Kreis Lippe, die sich auf die 1906 gegründete Salzufler Zeitung zurückführte.

## Geschichte
Am 1. Juni 1906 erschien unter dem Namen „Salzufler Zeitung“ ein weiteres Lokalblatt in Lippe, das dem Linksliberalismus nahestand und in der Detmolder Meyer’schen Hofbuchhandlung gedruckt wurde.
Zweieinhalb Jahre später wurde ein Schötmarsches Blatt übernommen und der Name in „Lippische Rundschau“ geändert.
Vom 11. März 1922 an erschien die „Lippische Rundschau“ nur noch als Kopfblatt der Lippischen Landeszeitung, am 31. Oktober 1931 wurde ihr Erscheinen vorerst eingestellt.
Ab Mai 1946 erschienen die Ausgaben bis Anfang März 1953 als „Neue lippische Rundschau für Politik und christliche Kultur“, danach, bis März 1955, als „Neue Lippische Rundschau. Westfalen-Zeitung. Unabhängige Heimatzeitung für das ganze Lipperland“ und dann als „Lippische Rundschau“.
Später war die „Lippische Rundschau“ eine der Regionalausgaben des Westfalen-Blatts.
In dessen Namen wurden die Leser am 31. Dezember 2003 darüber informiert, dass das Erscheinen der „Lippischen Rundschau“ eingestellt wird.

## Chefredakteure
- ???? bis 2001: Carl-Wilhelm von Busse (1914–2001)
- Rolf Dressler

## Sonstiges
In den Jahren 1963 und 1964 erzählte der Detmolder Schriftsteller Otto Franzmeier (1885–1980) in der Lippischen Rundschau in fünfzig Folgen aus seiner Jugendzeit.
Der gebürtige Detmolder Matthias Opdenhövel machte in den 1990er Jahren ein Praktikum bei der Lippischen Rundschau.